# Beirã
Beirã ist eine Gemeinde (Freguesia) im portugiesischen Kreis (Concelho) von Marvão. In ihr leben 427 Einwohner (Stand 19. April 2021).

## Geschichte
In der Gemeinde zeugen 22 Dolmen von der vorgeschichtlichen Besiedlung. Bei der Ankunft der Römer im 2. Jahrhundert v. Chr. bestanden hier noch zwei Siedlungen der Castrokultur. Die Römer betrieben mit zahlreichen Höfen intensive Landwirtschaft in der Gegend. In der Folge lösten sich die früheren Siedlungen auf, und mit Ammaia (heute São Salvador da Aramenha) bildete sich eine bedeutende Stadt. Nach dem Zusammenbruch der römischen Provinz Lusitanien mit dem Einfall germanischer Stämme im 5. Jahrhundert lösten sich die römischen Strukturen zunehmend auf, so dass die Mauren bei ihrer Landnahme ab 711 hier auf keine große Stadt mehr trafen.
Im Laufe der Reconquista, bei der sich christliche und islamische Feldzüge abwechselten, bildeten sich hier kleine, isolierte Wohneinheiten und Siedlungen. Im Gebiet der heutigen Gemeinde waren es u. a. Monte Velho, Pereiro Velho, Broca und Vale do Cano, wobei Monte Velho Anfang der 1940er Jahre als einzige Fundstelle genauer untersucht wurde. Einige dieser Siedlungen bestanden sehr lange. Auch wenn dabei nicht von größeren, organisierten Orte gesprochen werden kann, so waren sie doch überlebende Keimzellen für die heutige Gemeinde.
Die auffällige Felsformation Penedo da Rainha (port. für Felsen der Königin) war bereits steinzeitlichen Bewohnern aufgefallen, wie hier gefundene Keramik und bearbeitete Steine belegen. Den Namen verdankt sie aber der Annahme, die angehende dritte Ehefrau des Königs Manuel I., Dona Leonor, die Schwester des späteren habsburger Kaiser Karl V., habe sich im Schatten des Felsens ausgeruht, als sie 1518 auf dem Weg zu ihrem Bräutigam war. In den Überlieferungen wird keine größere Ortschaft in der Nähe des Felsen erwähnt.
1837 war Beirã nur als Lokalität mit vier Häusern vermerkt, die zudem nicht alle ganzjährig bewohnt waren.
Das entscheidende Ereignis für die heutige Gemeinde wurde jedoch der ab 1878 einsetzende Bau der Eisenbahn, die hier 1880 ankam. Mit der Strecke Ramal de Cáceres und dem grenzüberschreitenden Personen- und Güterverkehr siedelten sich eine Vielzahl Beamte, Arbeiter, Logistikeinrichtungen und Verwaltungsabteilungen an, und es entstand eine Ortschaft mit entsprechender Infrastruktur. Im Zweiten Weltkrieg erhöhte sich die Aufmerksamkeit der Behörden und der Geheimpolizei des semifaschistischen Estado-Novo-Regimes für die hiesige Bahnstation. Den auch an Nazideutschland erfolgten Export des kriegswichtigen Wolframs wickelte das neutral gebliebene Portugal auch über diese Bahnstrecke ab, jedoch unterlag dieser Handel großer Geheimhaltung. In der Folge war auch die portugiesische Geheimpolizei PIDE hier präsent.
Die heutige Gemeinde wurde am 29. Juni 1944 durch Abspaltung aus der Gemeinde Santo António das Areias geschaffen.